# 袁时中
袁時中（？—1643年），明末滑縣（今屬河南）人。
崇禎十三年（1640年），率領饑民起義，陷開州。次年，同劉玉尺、朱成矩進入開封，又活躍於豫東南、皖北之間，號稱「小袁營」。崇禎十五年，因被明軍追打，與李自成合營，預計攻打開封。不久归顺朝廷，徘徊於歸、毫間，為李自成所忌。崇禎十六年五月，為李自成部下李過所殺。